# Cis aurasiacus
Cis aurasiacus es una especie de coleóptero de la familia Ciidae.

## Distribución geográfica
Habita en África del Norte.